# ブライト/Swing Swing Sing
「ブライト/Swing Swing Sing」（ブライト/スウィング スウィング シング）は、福耳の7枚目のシングルである。2017年8月23日発売。

## 参加アーティスト
- 杏子
- 山崎まさよし
- 岡本定義（COIL）
- あらきゆうこ（mi-gu）
- 元ちとせ
- スキマスイッチ
- 長澤知之
- 秦基博
- さかいゆう
- 浜端ヨウヘイ
- 竹原ピストル
- 松室政哉

## 参加ミュージシャン
ブライト
- 福耳：Vocal, Chorus 
  - ソロパート：長澤知之→竹原ピストル→大橋卓弥→秦基博→元ちとせ→さかいゆう→杏子→長澤知之→元ちとせ→浜端ヨウヘイ→杏子→長澤知之
- 長澤知之：Acoustic Guitar, Electric Guitar
- 山崎まさよし：Electric Guitar
- あらきゆうこ：Drums
- 岡本定義：Bass
- 常田真太郎：Piano
- さかいゆう：Organ

Swing Swing Sing
- 福耳：Vocal, Chorus, Clap 
  - ソロパート：秦基博→竹原ピストル→山崎まさよし→秦基博→大橋卓弥→長澤知之→松室政哉→大橋卓弥→山崎まさよし→さかいゆう→秦基博→全員→大橋卓弥→秦基博
- 秦基博：Acoustic Guitar, Tambourine
- 山崎まさよし：Electric Guitar
- あらきゆうこ：Drums
- 岡本定義：Bass
- 常田真太郎：Wurlitzer
- さかいゆう：Organ

Augusta Camp 2016 サポートメンバー
- 弓木英梨乃：Guitar
- 鈴木正人：Bass
- あらきゆうこ：Drums
- 皆川真人：Keyboards
- 朝倉真司：Percussion

## 収録曲
1. ブライト
（作詞・作曲:長澤知之、プロデュース:山崎まさよし）
2. Swing Swing Sing
（作詞・作曲:秦基博、プロデュース:山崎まさよし）
  - MVには尾野真千子と向井理が出演している。[1]
3. ブライト（Instrumental）
（作曲・編曲:長澤知之）
4. Swing Swing Sing（Instrumental）
（作曲・編曲:秦基博）

## 初回特典DVD収録内容
1. ブライト / Swing Swing Sing ～RECORDING DOCUMENTARY～

## 完全受注生産盤Blu-ray収録内容
- Augusta Camp 2016～produced by 秦基博～ 2016年9月17日(土)富士急ハイランド・コニファーフォレスト

1. シンクロ / 秦基博
2. 青い蝶 / 秦基博 with さかいゆう
3. 虹が消えた日 / 秦基博 with 浜端ヨウヘイ, 松室政哉
4. Dear Mr. Tomorrow / 秦基博 with 竹原ピストル
5. ディープブルー / 秦基博 with 元ちとせ, あらきゆうこ
6. 僕らをつなぐもの / 秦 基博 with スキマスイッチ
7. 休日 / 秦基博 with 岡本定義, 常田真太郎
8. Fast Life / 秦基博 with 杏子, 岡本定義, あらきゆうこ
9. 風景 / 秦基博 with 山崎まさよし, 杏子, あらきゆうこ, 大橋卓弥
10. アイ / 秦基博 with 長澤知之
11. 夏はこれからだ! / ALL CAST
12. あんまり素敵じゃない世界 / 長澤知之 with 秦基博
13. 結-yui- / 浜端ヨウヘイ with 秦基博
14. ピエロチック / さかいゆう with 秦基博
15. ミサイル・カウンシル / 岡本定義 with 秦基博
16. オレンジ / 松室政哉 with 秦基博
17. 千の夜と千の昼 / 元ちとせ with 秦基博
18. ちゅちゅちゅ I want you / 竹原ピストル with 秦基博
19. 女ぎつねon the Run / 杏子 with 秦基博
20. ボクノート / スキマスイッチ with 秦基博
21. ガラナ / スキマスイッチ with 秦基博, 松室政哉
22. 春も嵐も / 山崎まさよし with 秦基博, 浜端ヨウヘイ
23. セロリ / ALL CAST
24. グッバイ・アイザック / 秦基博
25. 花咲きポプラ / 秦基博
26. SEA / 秦基博
27. 70億のピース / 秦基博
28. パレードパレード / 秦基博
29. キミ、メグル、ボク / 秦基博
30. スミレ / 秦基博
31. 朝が来る前に / 秦基博
32. 鱗（うろこ） / 秦基博
33. 僕らの輝き / 長澤知之 & 秦基博
34. ひまわりの約束 / ALL CAST
35. 星のかけらを探しに行こう Again / ALL CAST